# Primul Război Punic
Primul război punic (264-241 î.Hr.) a fost primul dintre Războaiele Punice care au avut loc între Republica Romană și Cartagina. Timp de 23 de ani cele două puteri și-au disputat supremația în bazinul vestic al Mării Mediterane. Cartagina, aflată în Tunisia de azi, era cea mai puternică putere maritimă din vestul Mării Mediterane la începutul conflictului. De asemenea, Roma domina Peninsula Italică și își dorea victoria, dar era greu de obținut o victorie decisivă.
Cele două state au avut trei războaie unul contra celuilalt, războaie care le-au marcat existența. Aceste războaie au fost numite Războaiele punice, după numele de „puni” pe care romanii îl dădeau cartaginezilor.

## Preludiu
De la mijlocul secolului al III-lea î.Hr., romanii și-au asigurat dominația asupra întregii peninsule italice, cu excepția Galliei Cisalpine. De-a lungul ultimelor secole, Roma și-a învins fiecare rival care stătea în calea dominației ei asupra peninsulei italice. Liga Latină a fost dizolvată în timpul războiului latin, iar samniții au fost învinși în cele trei războaie samnite. Orașele din Magna Graecia au intrat sub autoritatea Romei după invazia lui Pyrrhus, regele Epirului. Între timp, Cartagina se consideră o putere navală dominantă în vestul Mediteranei. Inițial fiind o colonie feniciană din Africa de Nord în teritoriul actual al Tunisiei, a devenit un centru de civilizație a cărei hegemonie se întindea de-a lungul coastei Africii de Nord, în Insulele Baleare, Sardinia, Corsica, în sudul Spaniei și în jumătatea vestică a Siciliei. Conflictul dintre Roma și Cartagina a izbucnit după ce punii au intervenit în Messina, orașul sicilian cel mai apropiat de peninsula italică.

## Începutul

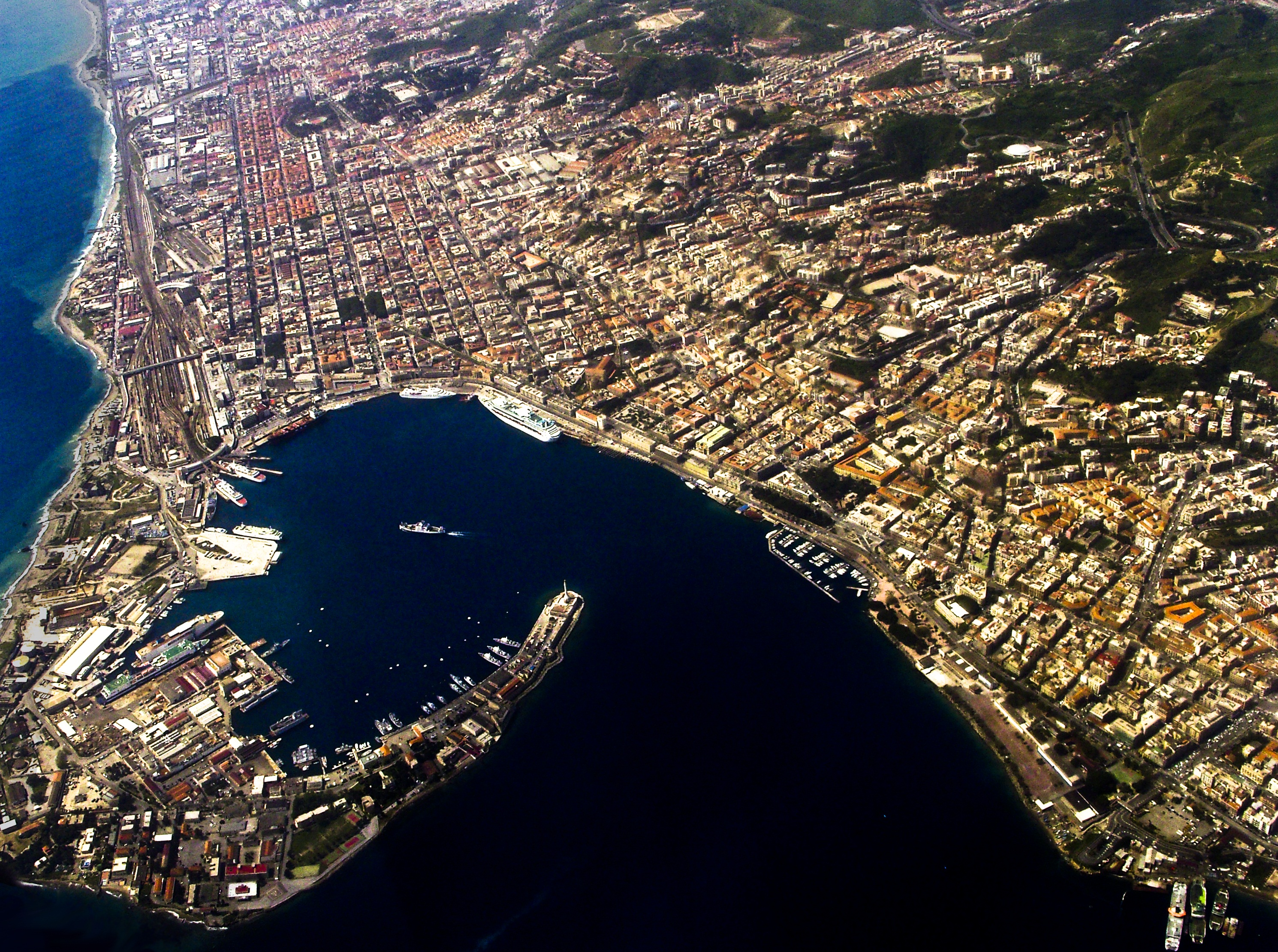
Portul din Messina actuală

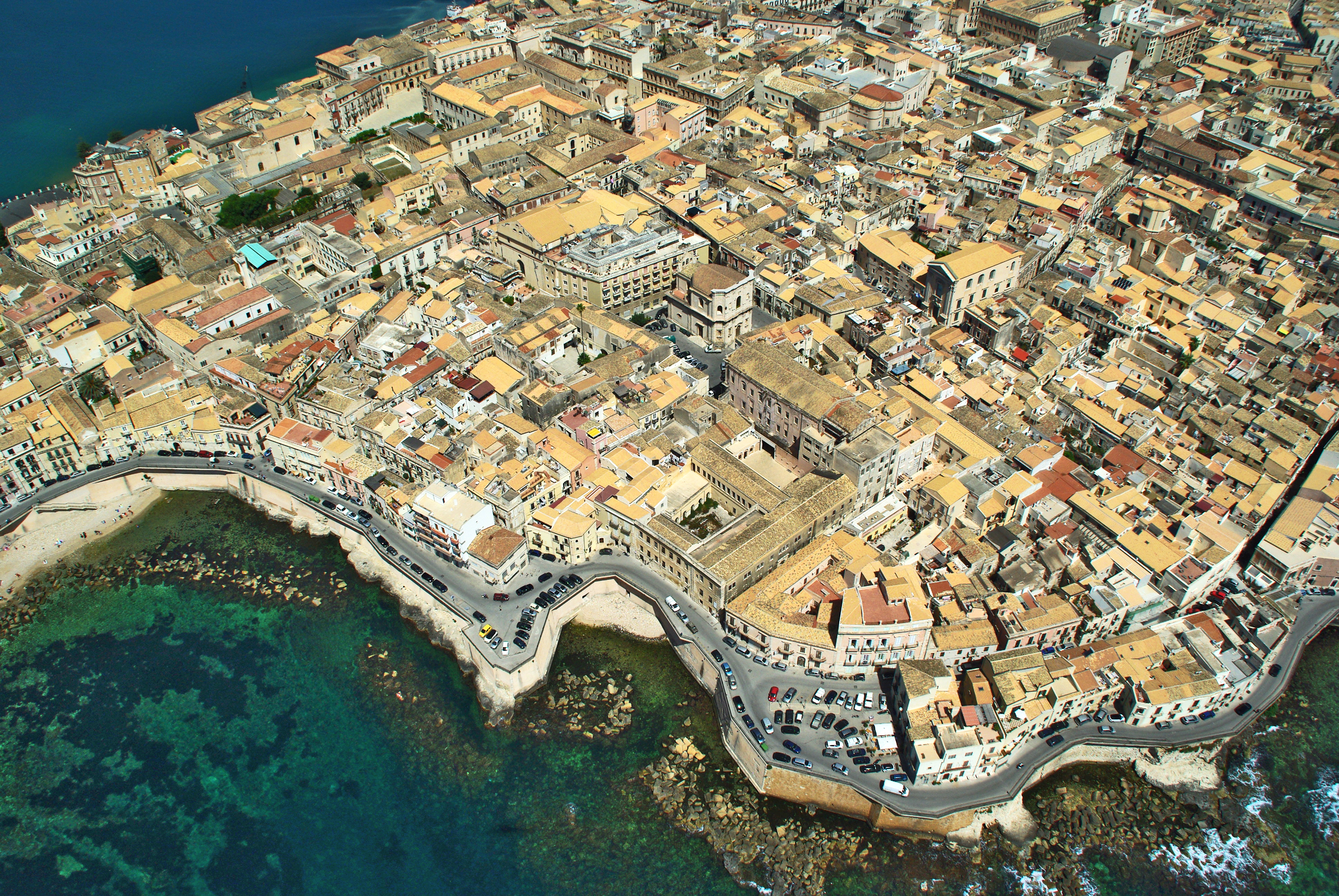
Ortigia,centrul istoric al Siracuzei, Sicilia

În 288 i.e.n., mamertinii, un grup campanian de mercenari s-au angajat în slujba regelui Agathocles din Siracuza de a ocupa orașul Messana (Messina de azi). Toți bărbații au fost uciși în timpul asediului, iar femeile acestora au fost răpite. Un grup de trupe romane alcătuite din cetățeni din Campania au preluat controlul asupra regiunii Rhegium. În 270 i.en., romanii au recâștigat controlul asupra Rhegium după izbucnirea unei revolte și i-au pedepsit sever pe supraviețuitorii revoltei. 
În Sicilia, mamertinii au devastat regiunea și s-au ciocnit cu expansiunea teritorială a Siracuzei. Hieron al II-lea, tiranul Siracuzei, i-a învins pe mamertini lângă Mylae pe râul Longanus. După înfrângerea de la râul Longanus, mamertinii au apelat la Roma și Cartagina pentru sprijin. Cartaginezii l-au convins pe Hieron să nu ia nicio măsură și i-a convins pe mamertini să accepte o garnizoană cartagineză în Messana. Dar ulterior, aceștia au devenit nemulțumiți de staționarea garnizoanei cartagineze, au cerut sprijin Romei în speranța că vor obține o protecție mai sigură. Rivalitatea dintre Roma și Cartagina crescuse după invazia lui Pyrrhus, prin urmare, alianța mamertinilor cu ambele puteri nu mai era posibilă.
Potrivit istoricului Polybius, romanii au dezbătut subiectul sprijinului mametinilor pentru că astfel, ar putea intra într-un război cu Cartagina. Deși nu doreau să vină în ajutorul unor soldați ce au jefuit pe nedrept un oraș, însă se gândeau că staționarea garnizoanei cartagineze în Messana i-ar putea ambiționa pe cartaginezi să ia întreagă Sicilie sub stăpânirea acestora. Astfel, s-a decis oferirea sprijinului mamertinilor, iar Appius Claudius Caudex a fost investit drept comandant al expediției militare spre Messana.

## Romanii debarcă în Sicilia și înaintează spre Siracuza

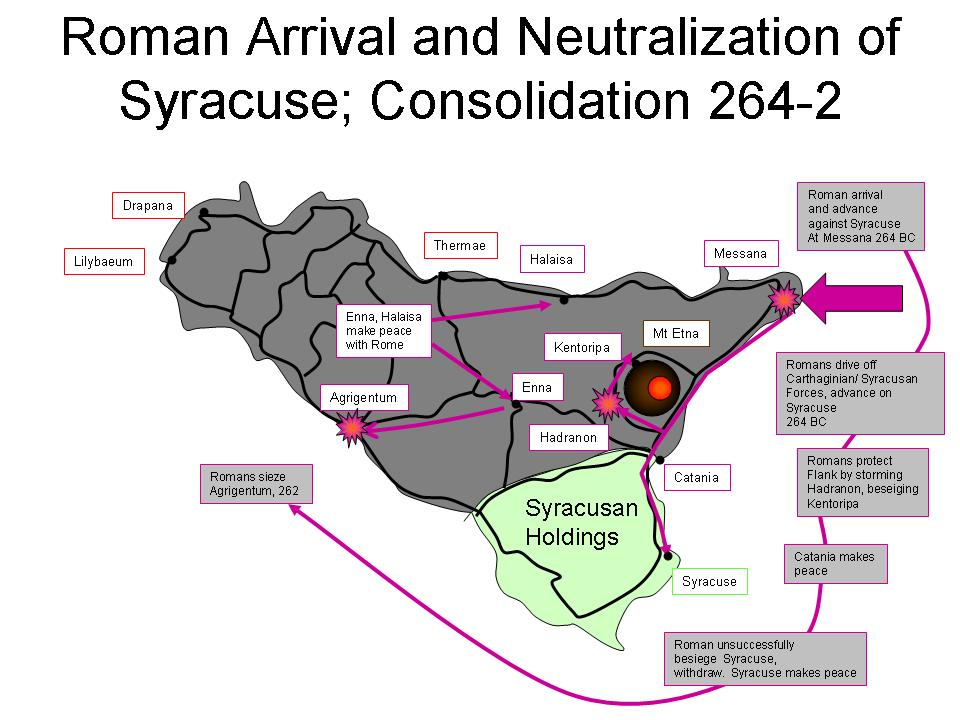
Debarcarea romană în Sicilia

Sicilia este o insulă semi-deluroasă, cu obstacole geografice și terenuri dificile. De aceea, războiul terestru a jucat un rol secundar în Primul Război Punic. Operațiunile terestre s-au limitat la raiduri și încăierări la scară mică, cu puține bătălii. Asediile și blocadele terestre erau cele mai frecvente operațiuni la scară largă. Principalele obiective de blocadă au fost porturile importante. Ambele puteri se bazau pe întăriri continue și comunicare cu continentele de baștină. 
Războiul terestru în Sicilia a început cu debarcarea romană în Messana în 264 i.en. În conformitate cu Polybius, cursul evenimentelor a fost următorul: în ciuda avantajului naval cartaginezi, debarcarea romană s-a desfășurat fără opoziție. Două legiuni comandate de Appius Claudius Caudex au debarcat la Messana, unde mamertinii au expulzat garnizoană cartagineză comandată de Hanno. După înfrângerea siracuzienilor și forțelor cartagineze ce asediau Messana, romanii au mărșăluit spre sud și au asediat Siracuza. După un scurt asediu, neprimind sprijin cartaginez, Siracuza a încheiat pace cu romanii. Siracuza a devenit aliat roman și a fost nevoită să plătească o indemnizație de război de 100 de talanți de argint și să furnizeze trupe Romei. Alianța cu Siracuza a fost un lucru benefic pentru romani care se puteau menține pe poziție în confruntarea cu un inamic cu forțe navale superioare. O serie de așezări dependențe de Cartagina din Sicilia au trecut de partea Romei. 
Hanno, comandantul garnizoanei cartagineze, când s-a întors în Cartagina, a fost crucificat pentru lașitatea de care a dat dovadă pentru că a lăsat Messana pe mâna romanilor.

## Bătălia de la Agrigentum

### Forțe

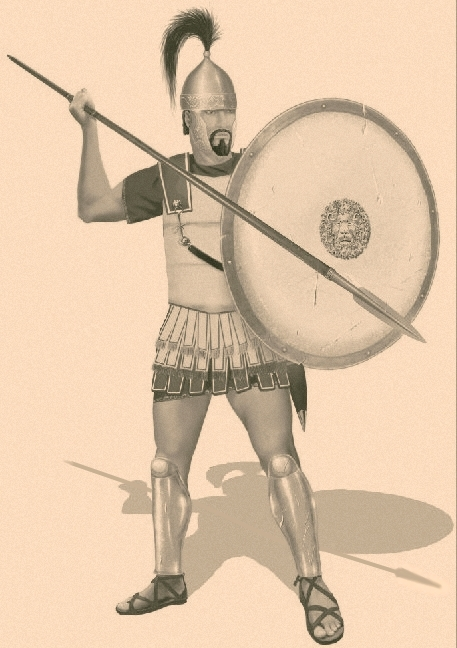
Hoplit cartaginez

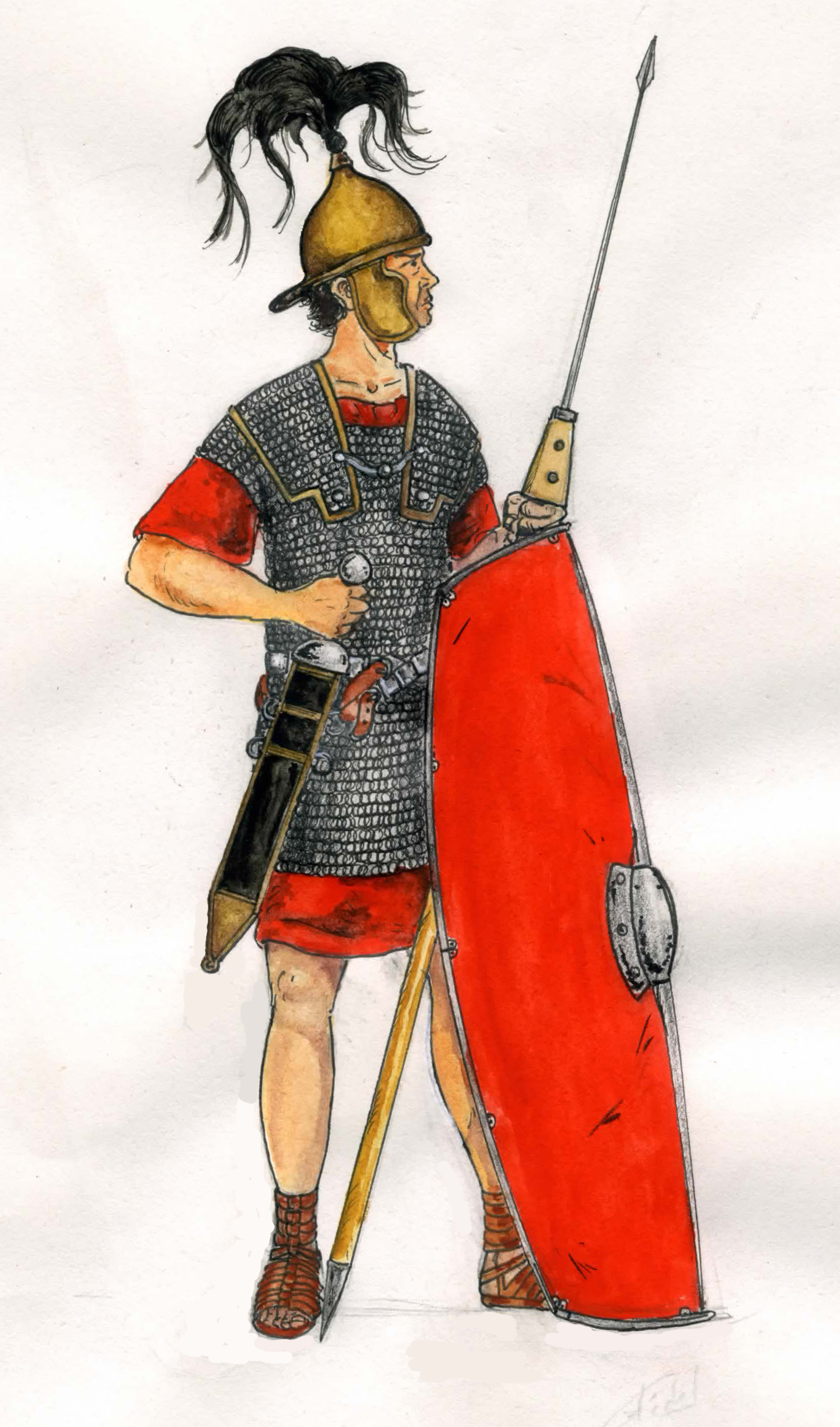
Principes

Cartagina se baza pe trupe de mercenari și trupe auxiliere: infanteriști libieni, iberici, gâli, hopliți greci, aruncători cu praștia din insulele Baleare, liguri și cavaleri numidieni. În secolul IV i.en., Cartagina avea o armată de 24 000 de infanteriști, 4000 de călăreți și 400 de elefanți. Appian menționează că 40 000 de infanteriști, 1000 de călăreți și 2000 de care grele s-au opus invaziei conduse de Agathocles din Siracuza. Cetățenii cartaginezi serveau că ofițeri și călăreți.  Banda Sacră era o elită de soldați de elită dotați cu cele mai bune echipamente. Aveau arme similare cu cele ale hopliților greci: sulițe, săbii, scut hoplon, precum și armură din bronz. Luptau în formația de falanga și erau instruiți precum hopliții. Se numărau 2500 de soldați în conformitate cu Diodor. Unitățile erau separate pe criterii etnice și lingvistice. Se încerca să se stabilească și să se mențină comunicarea dintre unitățile grecești și cele punice.
Unitatea de bază permanentă la romani era legiunea alcătuită din cetățeni romani recrutați (în număr de 4000-5000) repartizați în manipule. O legiune "polybiana" era alcătuită din trei rânduri de infanterie grea în conformitate cu scrierile lui Polybius (denumită și Triplex Acies): în față erau 1200 de Hastați ce luptau cu săbii și aruncau cu sulițe ușoare denumite "pilum", 1200 de Principes echipați cu săbii, sulițe pilum și cu o armură din zale, și 600 de Triarii (soldați veterani), echipați cu sulițe lungi denumite "hastae" și cu armuri din zale. 
Fiecare armată consulară cuprindea patru legiuni. De asemenea, aliații "Socii" le furnizau trupe și unități de cavalerie "alae" pe lângă suportul aruncătorilor de sulițe "Velites".
Întâlnind războinici iberici în Sicilia pentru prima dată, romanii au preluat modelul sabiei spaniole "gladius hispaniensis", care a devenit un standard în infanteria romană din secolul al III-lea i.en.

### Bătălia

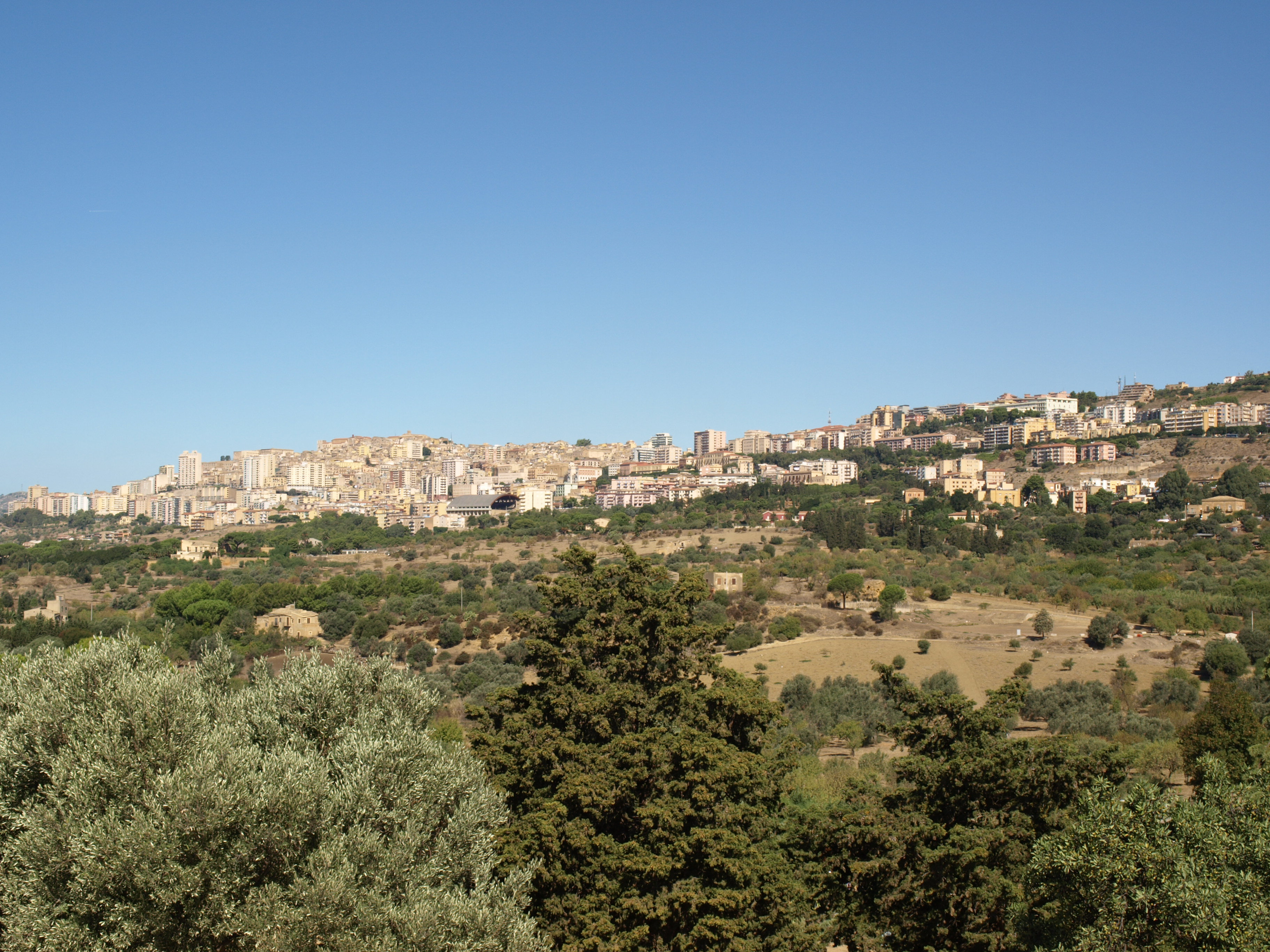
Agrigento

Romanii au trimis două legiuni în Sicilia în 262 i.en. fiind dispuși să negocieze pacea cu Cartagina. Dar cartaginezii au întărit forțele în Sicilia. Romanii au trimis ambii consuli într-o expediție. Cartaginezii au angajat mercenari liguri, celtici, iberici pentru a-i atrage pe inamicii lor în Sicilia și pentru a-i ataca pe romani pe jumătatea de insula controlată de romani. Agrigentum a devenit principala baza cartagineză. 
Cartaginezii au trimis forțe în Sardinia, iar o mare parte din armată a rămas în Sicilia pentru a o folosi că baza pentru atacurile asupra Italiei. Consulii romani, Lucius Postumius Megellus și Quintus Mamilius Vitulus și-au concentrat forțele în Agrigentum. Consulii aveau forțe combinate ce numărau 40 000 de soldați. Hannibal Gisco, comandantul Agrigentum și fiul sau, Gisco, și-au adunat armata în zona din jurul orașului și au staționat-o în spatele zidurilor orașului, umflând numărul trupelor la 50 000 de soldați, alături de garnizoană. Hamilcar a refuzat să lupte în afară zidurilor orașului, iar romanii au văzut asta că un semn de slăbiciune. Romanii și-au înființat tabăra la o milă de oraș și în apropierea recoltelor din zona. Hannibal i-a atacat pe romani. Romanii, inferior numeric și neînarmați, au fugit din zona și s-au retras în fortificații, pierzând mulți soldați, dar fiind capabili să învingă contingentul cartaginez ce încercase să pătrundă în tabăra. Hannibal a devenit tot mai ezitant să atace, iar romanii și-au dat seama că au subestimat inamicul. 
Consulii romani au tăiat legătură Agrigentum cu lumea exterioară și au impus blocada, ceea ce a produs foamete pentru a-i forță pe locuitori să se predea. Romanii au săpat un sistem de șanțuri și forturi mici în jurul orașului. Consulii romani și-au împărțit forțele, staționând una lângă Templul lui Asklepios în partea sudică a orașului și cealaltă în partea vestică a orașului. Hamilcar a devenit tot mai preocupat de resursele limitate și a trimis mesaje de urgență la Cartagina pentru a cere sprijin. Cartagina a trimis forțe comandate de Hanno, un fost rival al lui Hamilcar. Polybius susține că Hanno conducea 50 de elefanți, călăreți numidieni și mercenari. Diodor susținea că erau 50 000 de infanteriști, 6000 de călăreți și 60 de elefanți, pe când Orosius estimează că întăririle erau alcătuite din 30 000 de infanteriști, 1500 de călăreți și 30 de elefanți. Hanno a avansat și și-a concentrat trupele la Heraclea Minoa, la 25 de mile vest de Agrigentum. Hanno a capturat baza romană de aprovizionare de la Herbesos diminuând aprovizionarea castrului roman și tăind liniile romane de comunicare. Hanni a mărșăluit cu cavaleria numidiana că să atace cavaleria romană și s-a prefăcut că se retrage. Romanii i-au urmărit pe numidienii ce s-au retras, intrând în ambuscadă. Romanii au suferit multe pierderi. Hanno și-a stabilit poziția la Toros, un deal situat la o milă de tabăra romană, unde s-au desfășurat ciocniri timp de două luni, durata asediului prelugindu-se de la șase la șapte luni. 
Odată ce Hanno a campat în afară taberei romane, liniile romane de alimentare de la Siracuza nu mai erau disponibile. Conform lui Polybius, consulii au fost nevoiți să între în lupta, însă Hanno refuză, având intenția de a-i învinge pe romani prin flămânzire. Situația din interiorul orașului era disperată însă Hamilcar comunicând cu forțele cartagineze exterioare prin emiterea unor semnale de fum. Hamilcar Barcas a fost nevoit să accepte bătălia. Zonaras susține că armata lui Hanno a fost atacată din ambele părți, din față și din spate. Apoi, au atacat garnizoană cartagineză. 
După o lupta lungă, romanii au ucis foarte mulți cartaginezi. Romanii au pierdut 3000 de infanteriști, 200 de călăreți, iar cartaginezii au pierdut 30 000 de infanteriști și 540 de călăreți. 4000 de alți cartaginezi au fost luați prizonieri de-a lungul asediului.
Romanii i-au învins pe cartaginezi și l-au forțat pe Hanno să se retragă. În noaptea de după lupta, Hamilcar a reușit să scape din Agrigentu, cu mercenarii săi, umplând tranșeele romane cu paie din jurul orașului. În dimineață următoare, romanii l-au urmărit pe Hamilcar  și pe garnizoana lui, și l-au atacat din spate. Dar s-au întors să preia controlul asupra orașului. Orașul a fost jefuit și 25 000 de locuitori au fost vânduți în sclavie. 
Victoria a fost a romanilor, fiind însă obținută cu costuri mari. Nu s-a organizat nici un triumf pentru cei doi consuli romani. 
După 261 i.en., Roma controla o mare parte din centrul Siciliei și și-a asigurat sursă de cereale pentru uz propriu. Prima victorie obținută în afara Italiei le-a dat speranța și încredere romanilor, iar ambițiile pentru expansiunea în afară peninsulei italice au luat amploare.

## Bătălii navale

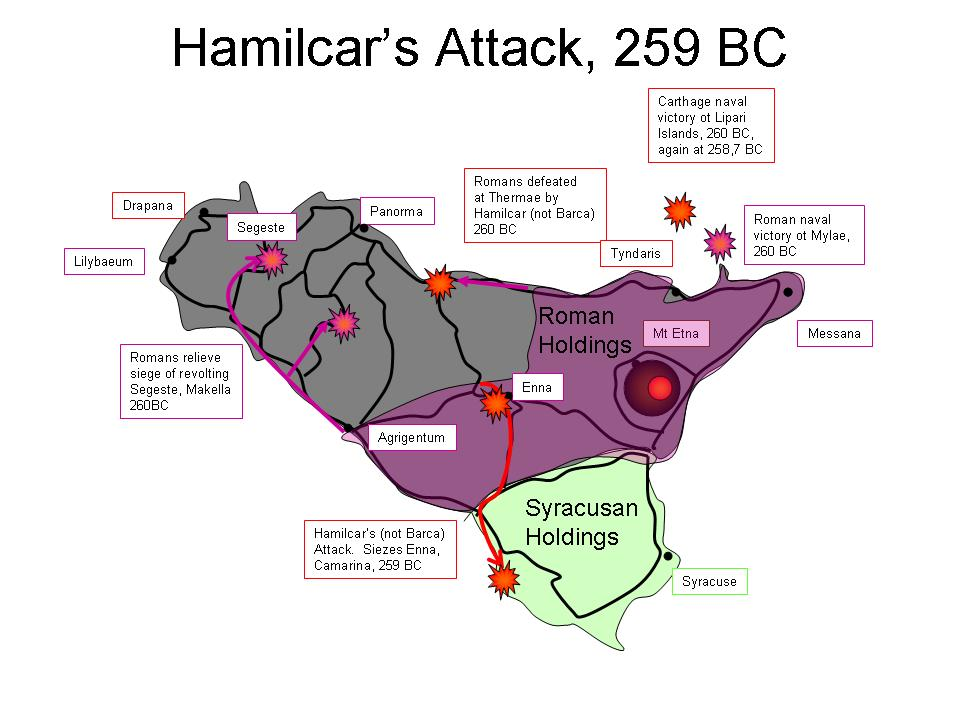
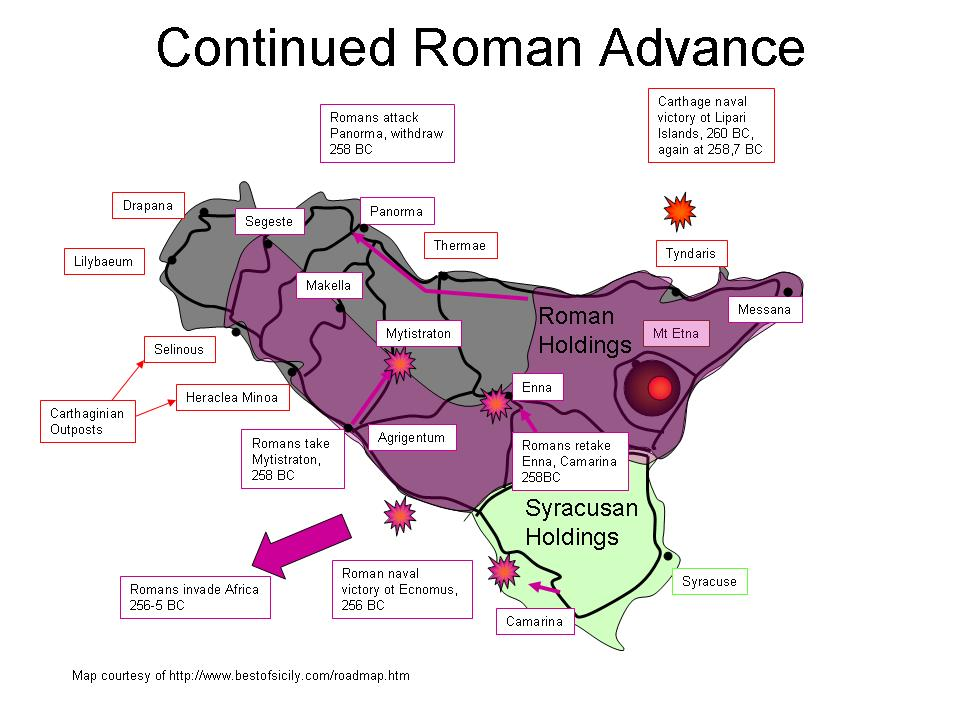

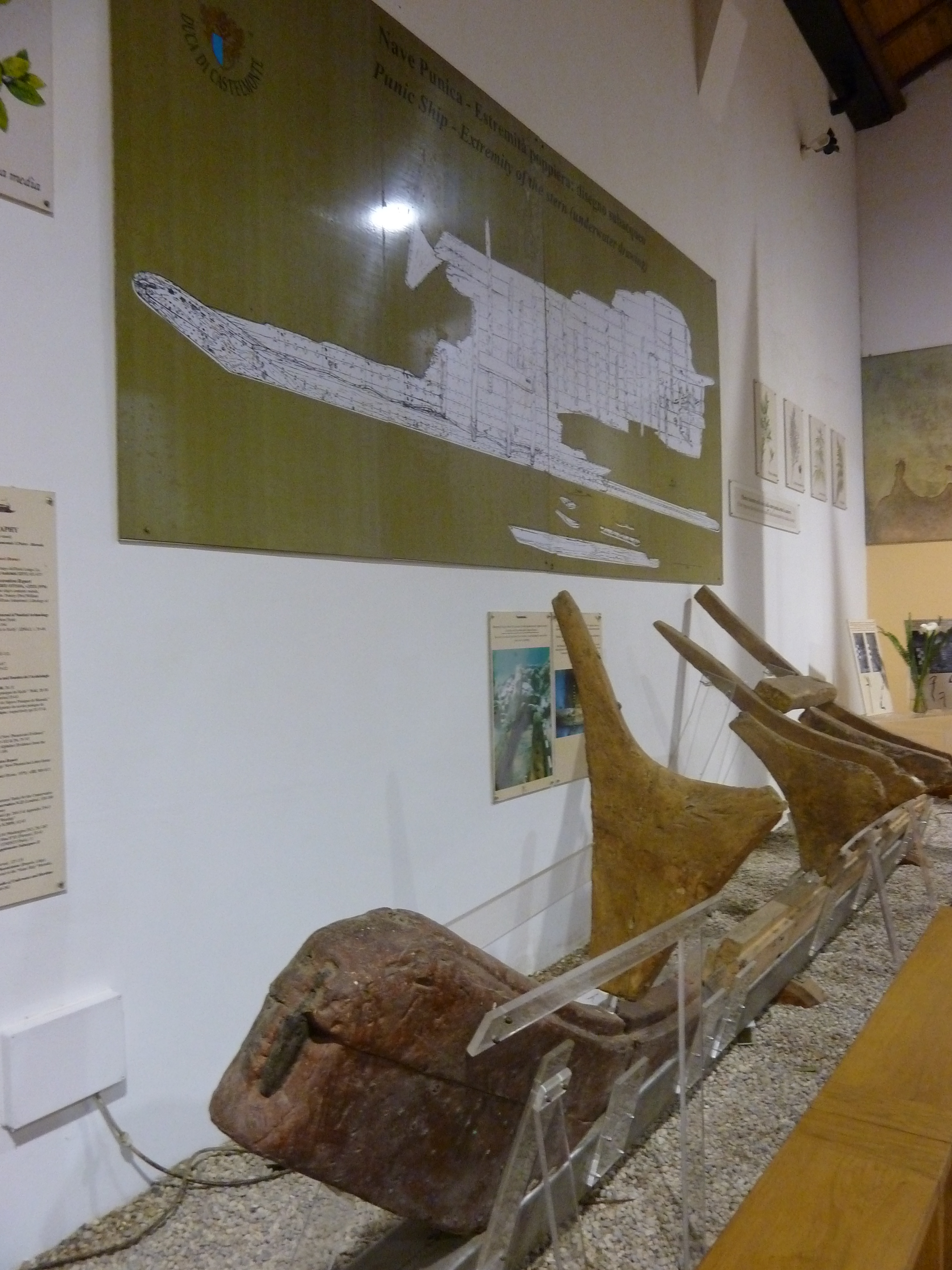
Prova punica

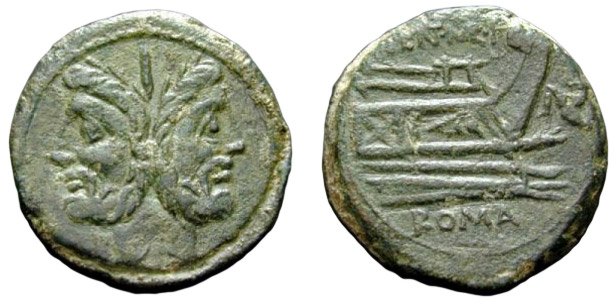
Moneda ce îl reprezintă pe Publius Cornelius Lentulus Marcellinus și pe cealaltă parte o corabie romană

La începutul Primului Război Punic, Roma nu avea nicio experiență în războaiele navale în timp ce Cartagina deținea supremația maritimă datorită comerțului maritim. Cu toate acestea, Republica Romană aflată în expansiune a înțeles importanța controlului mediteranean. 
Prima flota romană a fost construită după victoria de la Agrigentum în 261 i.en. Unii istorici au speculat că Roma nu deținea tehnologie năvală avansată, design-ul fiind copiat după triremele cartagineze capturate și quingueremele sau corăbiile eșuate pe malurile peninsulei italice datorită furtunilor. Alți istorici au speculat că Roma avea experiență în tehnologia năvală, patrulând coastele ei împotriva pirateriei. O altă posibilitate ar fi că Roma a a beneficiat de asistență tehnică a aliatului ei sicilian maritim ,Siracuza. Roma a adoptat rapid la nouă tehnologie năvală. 
Pentru a compensa lipsa de experiență și pentru a face uz de tactici militare terestre pe mare, romanii au echipat corăbiile cu un dispozitiv special pentru îmbarcare: Corvus. Inventatorul acestui dispozitiv ar putea fi roman sau un siracuzian ca Arhimede. Armata romană avea mai multă experiență în luptele corp-la-corp. În loc să utilizeze manevra de împungere cu berbecul, au adoptat manevră de a naviga alături de nava inamică, coborând podul care era atașat de corabie peste nava inamică  . Legionarii treceau podul și se îmbarcau în navele inamice ducând lupte corp-la-corp. 
Noua armă și-a dovedit utilitatea în Bătălia de la Mylae, fiind prima victorie năvală romană. Romanii au construit și echipat o flota de 150 de quingureme și trireme în numai două luni.

### Insulele Lipari

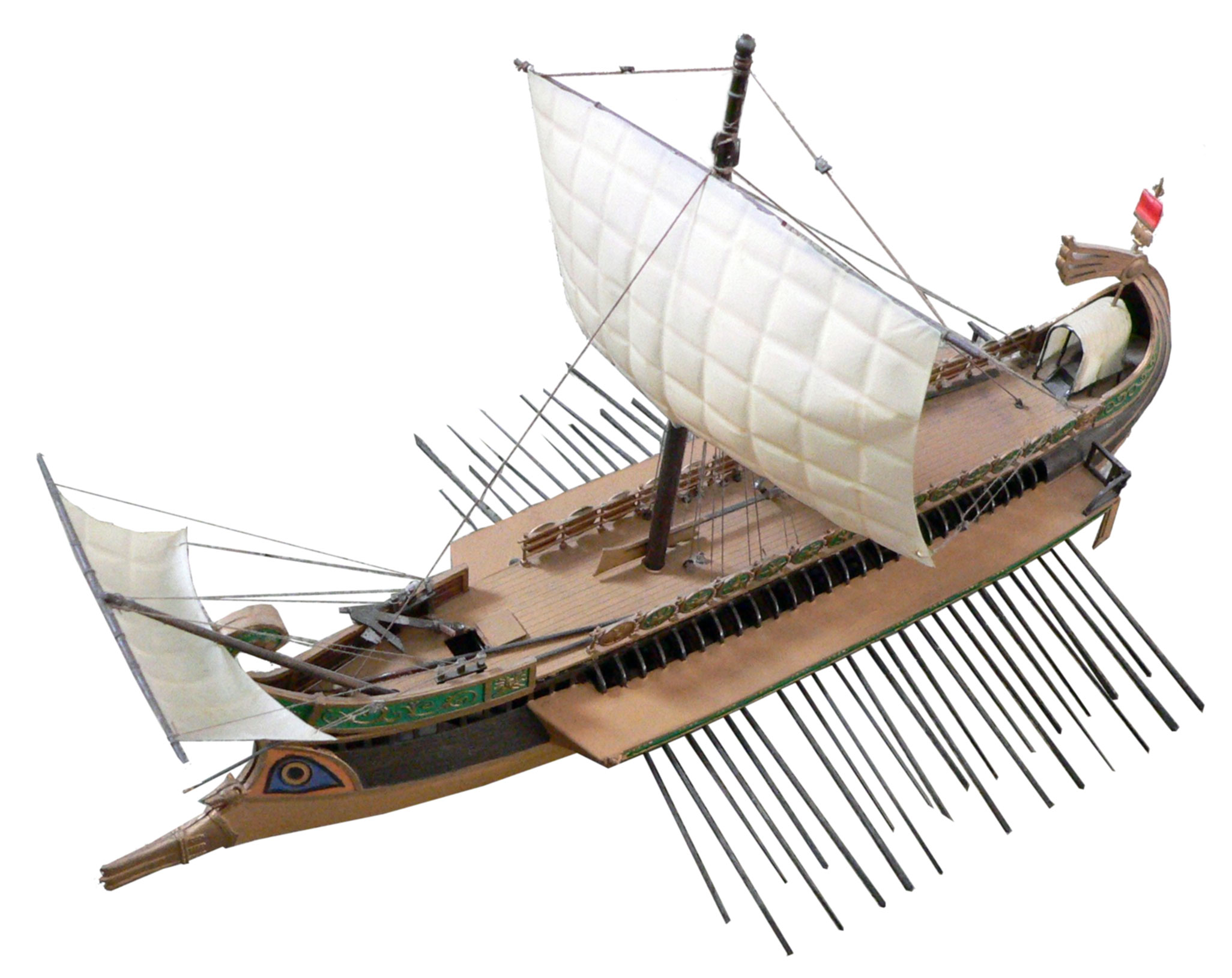
Trirema romană

Patricianul Gnaeus Cornelius Scipio a primit comanda primelor 17 corăbii produse și a plecat la Messana să se pregătească pentru sosirea flotei și trecerea în Sicilia. 
În timp ce era la strâmtoare, a primit informații că garnizoană cartagineză din Insula Lipara era dispusă să dezerteze și să treacă de partea romană. Consulul nu a rezistat tentației de a cuceri un oraș important fără a lupta și a plecat spre Lipara Romanii au intrat în port cu corăbiile lor noi și a dat peste flota cartagineză comandată de Hannibal Gisco și Bodes ce îi așteptau în ambuscadă. Bodes a condus cele 20 de corăbii pentru a-i bloca pe romani în interiorul portului. Scipio și oamenii săi au oferit puțină rezistență. Echipajele neexperimentate au intrat în panică și au fugit, iar consulul însuși a fost capturat. Credulitatea să i-a adus peiorativ cognomenul de "Asina" (măgar în limba latină). 
Incidentul Lipara nu a pus capăt Primului Război Punic sau carierei lui Scipio Asina . La scurt timp după aceea, consulul junior, Gaius Duilius, a răzbunat umilință lui Scipio Asina câștigând bătălia de Mylae .

### Mylae

Corvus

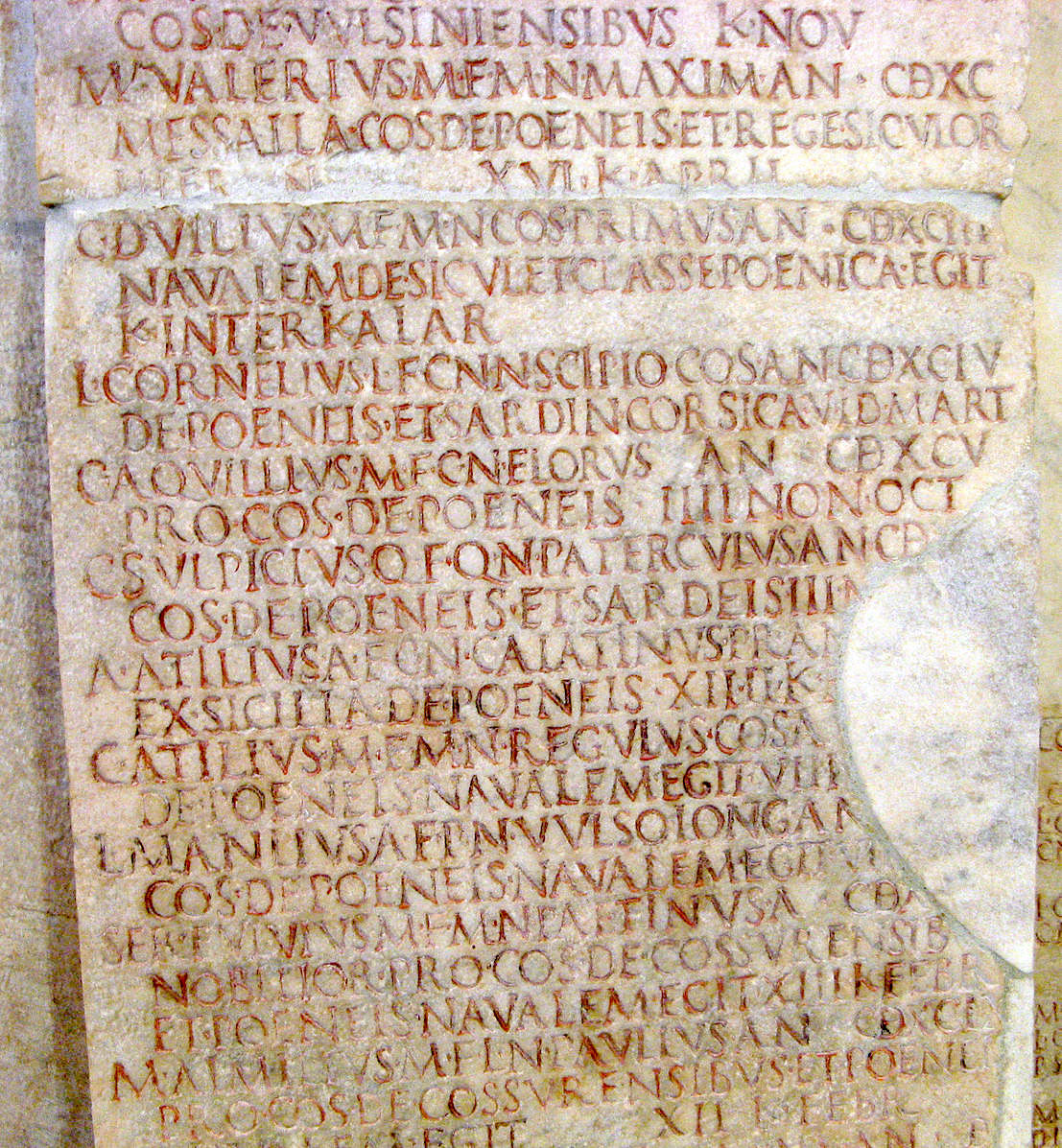
Inscripția comemorativă dedicată lui Dullius

Inspirați de succesul în lupta de Agrigentum, romanii au căutat să câștige toată Sicilia, dar era necesară o forță năvală. În scopul de a contesta deja proeminențele forțe navale cartagineze, Roma a construit o flota de o sută de quinqueremes și douăzeci de trireme. Celebrul istoric grec Polybius a scris că Roma s-a inspirat după o quinqurema cartagineză naufragiată și capturat la Messina, servind ca model pentru întreagă flotă. Cu toate acestea, acest lucru poate să fi fost o exagerare căci romanii au împrumutat de asemenea quinqueremes grecești anterior războiului.
Consulii anului 260 i.en. erau Gnaeus Cornelius Scipio Asina și Gaius Duilius. S-a decis că Dullius să primească comandă corăbiilor dotate cu "corvus". Corvus era atașat la prova corăbiilor romane pe un ax rotativ, astfel putea fi coborât deasupra unui vas inamic. Romanii puteau lupta corp-la-corp cu inamicii în corăbii. Duilius s-a întâlnit cu Hannibal la nord de Mylae. Polybius afirmă că flota cartagineză era compusă din 130 de corăbii. Romanii aveau doar 103 de corăbii. Cartaginezii păreau că își anticipau victoria datorită experienței lor în războaiele navale. 
Dar "corvus" a avut un succes inovativ, romanii profitând de cele 30 de corăbii cartagineze ce erau în apropiere, inclusiv corabia amiralului cartaginez, pentru a se îmbarca în acestea. Ca să evite îmbarcările inamice, cartaginezii au fost nevoiți să navigheze în jurul lor și să se apropie de romani din spate sau din lateral. Dar corăbiile romane coborau dispozitivul chiar și în sens opus. După ce a pierdut 50 de corăbii, Hannibal Gisco și-a retras navele, lăsându-l pe Duilius să obțină o victorie clară. 
Duilius a navigat spre Sicilia pentru a prelua controlul trupelor. A salvat orașul Segesta aflat sub asediul lui Hamilcar, generalul cartaginez al infanteriei.
Succesul de la Mylae le-a permis romanilor să avanseze în Sardinia unde au distrus o altă flota cartagineză. Hannibal Gisco a fost arestat de proprii săi soldați și dus în Cartagina unde a fost crucificat pentru incompetența sa. 
În cinstea lui Duilius i-a fost dedicată o inscripție în cadrul forumului, acestea fiind păstrate și acum în Muzeul Capitoliului. Inscripția raportează că în timpul bătăliei de la Mylae, Duilius a capturat 31 de corăbii, a scufundat 13 corăbii și le-a prăduit de aur și argint în valoare de 2 100 000 de sesterți. La întoarcere, Duilius a fost primit cu triumf la Roma. A fost numit cenzor în 258 i.en. 
Alte victorii navale au fost obținute între timp la Sulci în 258 i.en. de consulul Sulpiciu Paterculus și la Tyndaris în 257 i.en. de către Gaius Atilius Regulus.

### Cape Economus

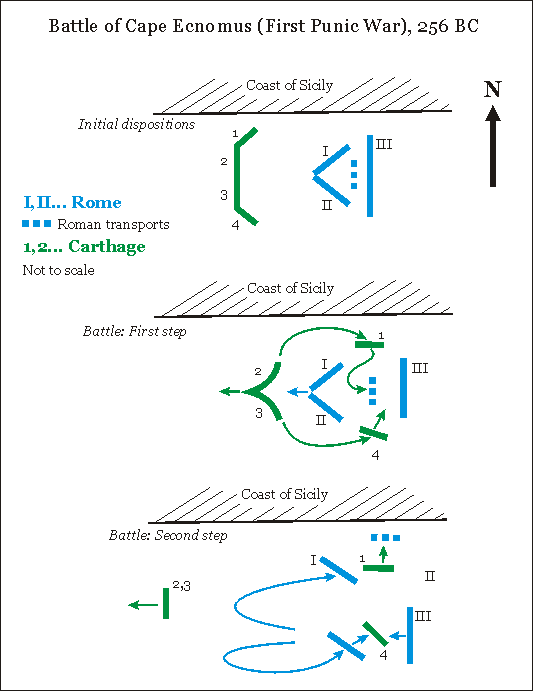
Cape Economus

Rezultatele seriei de bătălii navale victorioase obținute că cea de la Mylae i-a tentat pe romani să invadeze Africa de Nord. O asemenea operațiune cerea un număr mare de corăbii pentru a transporta legiuni și echipamente în Africa. Pentru a complica problema logistică, flota cartagineză patrula coasta Siciliei, ceea ce forță Roma să transporte armata în trireme și quingureme ce aveau spații mici. Romanii au construit o flota largă de 200 de vase pentru a asigura trecerea Mării Mediterane în siguranță. Cei doi consuli, Marcus Atilius Regulus și Lucius Manlius Longus, au primit comanda flotei. Dar flota cartagineză comandată de Hanno cel Mare și Hamilcar le stăteau în cale. 
Tacticile navale romane au fost dezvoltate. Flota înainta de-a lungul coastei siciliene într-o formație de lupta, cu vase militare staționate în trei flotile. Flotila I și II, comandate de consuli, erau într-o formație în formă de pană. Cea mai mare parte a vaselor transportoare erau protejate din spate de o a treia flotilă. Cartaginezii se așteptau că flota lor de 350 de corăbii și flota romană din 330 de corăbii să se întâlnească în coasta sudică a Siciliei din Mount Ecnomus. Flota cartagineză a fost dispusă într-o linie lungă, centrul fiind comandat de Hamilcar. Flancul drept era comandat de Hanno ce avansa ușor. Cele două flotile romane au avansat spre centrul cartaginez. Amiralul Hamilcar a simulat o retragere pentru a-i atrage pe romani în capcană și a despărți avangarda romană de corăbiile transportatoare ce erau țintă principală. Urmându-și manevră, ambele flancuri cartagineze de vase evitau să fie supuse mecanismului "corvus". Dar vasele transportatoare romane au fost forțate să între și ele în lupta pentru a înfruntă atacul lui Hanno. Centrul cartaginez a fost nimicit după o lungă luptă. Hanno a scăpat cu greu. 30 de corăbii au fost scufundate și alte 65 au fost capturate. 
Apoi, flotila consulului Vulso a învins flancul drept cartaginez, iar vasele lui Regulus, cu flotila a treia, a lansat un atac împotriva lui Hanno. Fără suportul restului flotei, cartaginezii au fost învinși decisiv. 
În urma luptei, echipajele romane au debarcat în Sicilia pentru reparații și odihnă. Provele navelor cartagineze capturate au fost trimise la Roma pentru a decora rostra forumului.

### Drepana

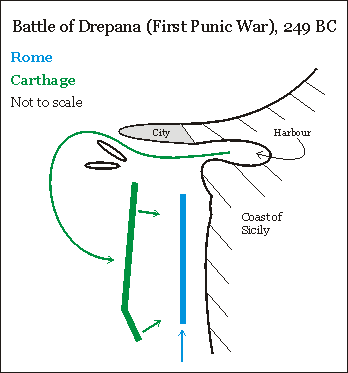
Drepana

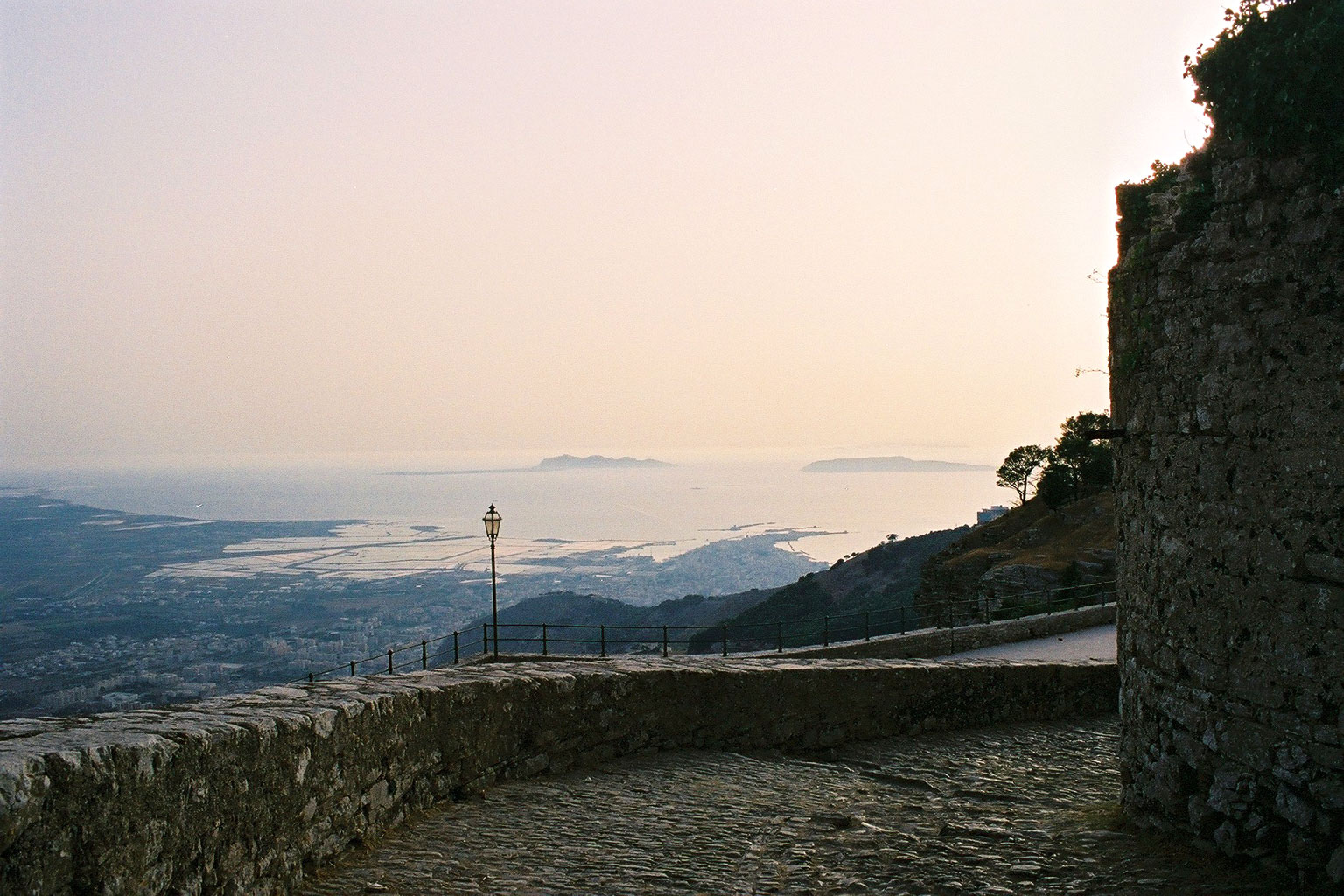
Trapani

Consulul Pulcher a decis să lanseze un atac surpriză la portul Drepana, unde se află garnizoană năvală cartagineză. Flota a plecat la nord de Lilybaeum într-o noapte fără lună. Când au ajuns la est de Drepana, flota romană a fost împrăștiată într-o linie lungă, dezorganizată, cu corabia lui Pulcher în spate. 
Între timp, pe corabia amiralului, Pulcher, fiind superstițios, a observat semnele dinainte de luptă conform tradiției religioase romane. Era efectuat un obicei prin care puii sacri de găină erau hrăniți cu cereale. Dacă puii mâncau cerealele, zeii erau favorabili pentru luptă. Cu toate acestea, puii au refuzat să mănânce, ceea ce indicau semne oribile. Confruntat pe neașteptate de opoziția echipajelor superstițioase și îngrozite, Pulcher a conceput o interpretare alternativă. A aruncat puii sacri peste bord, zicând: "dacă nu vor să mănânce, înseamnă că le e sete și le-am dat să bea apă" (Bibant, quoniam esse nolunt. Cicero, De Natura Deorum). 
Pulcher a continuat atacul și a regrupat flota în formație de lupta după ce a văzut că atacul surpriză eșuase. Rezultatul a fost o înfrângere totală pentru romani și toate corăbiile romane au fost scufundate. 
Publius Claudius Pulcher a reușit să scape și s-a întors la Roma cu rușine, fiind acuzat de trădare. Spre deosebire de cartaginezi, romanii nu executau generalii pentru incompetență, însă Pulcher a fost adus la instanța de judecată fiind acuzat de sacrilegiu că urmare a incidentului cu puii. A fost condamnat la exil, cu cariera politică încheiată. 
Hamilcar Barcă, tatăl lui Hannibal Barcă, a condus cu succes o campanie în Sicilia, iar o furtună a distrus o jumătate din flota romană condusă de consulul Iunius Paullus. Situația era atât de disperată încât Aulus Atilius Calatinus a fost numit dictator. Înfrângerea de la Drepana i-a demoralizat pe romani și timp de șapte ani, n-au mai construit o altă flotă.

## Debarcarea în Africa

Batalia de la Tunis

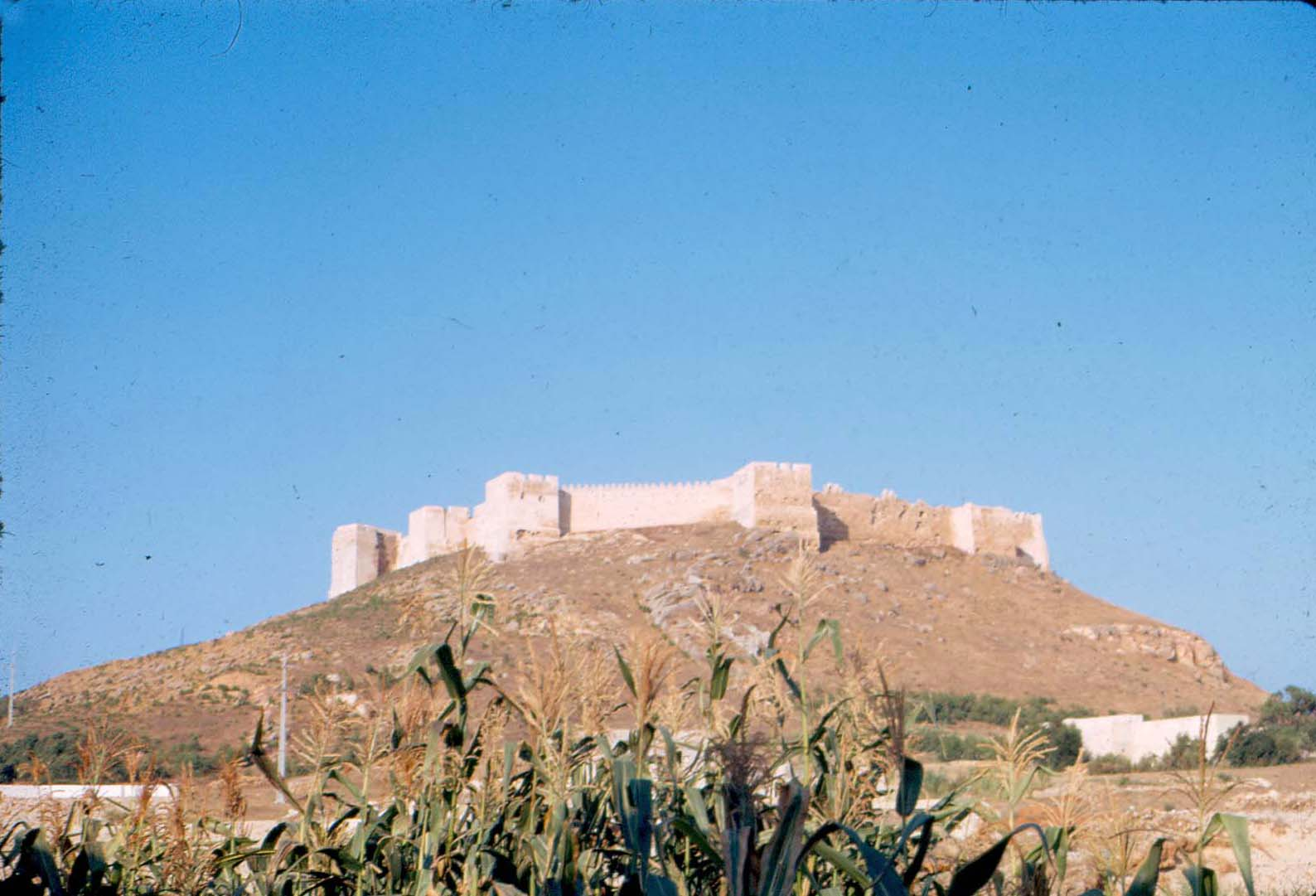
Fortul Kelibia-anticul oras Clupeea

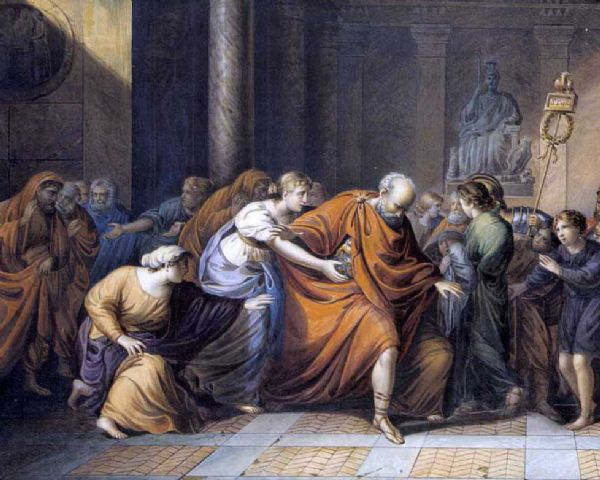
Marcus Atilius Regulus retinut din Cartagina de catre parintii sai

În 256 i.en., armata romană condusă de consulii Lucius Manlius Vulso și Marcus Atilius Regulus au invadat teritoriul cartaginez din Africa. Armata romană a forțat orașul Clupeea să capituleze , un oraș situat la 40 de mile de Cartagina. După ce a pregătit apărarea și a colectat 20 000 de sclavi și vite, a primit instrucțiuni de la Roma că Vulso va comandă flota. Regulus a rămas cu 15 000 de infanteriști și 500 de călăreți. Cartagina l-a chemat pe generalul Hamilcar și cei 5000 de infanteriști și 500 de călăreți din Sicilia pentru a se alătură generalilor Bostar și Hasdrubal în Africa. Armata era alcătuită din mercenari, infanteriști africani, miltie, cavareti și elefanți. Forțele cartagineze combinate au organizat apărarea orașului Adiș, un oraș aflat la 40 de mile la sud de Cartagina, fiind sub asediu roman. În ciuda cavaleriei superioare și elefanților, cartaginezii au stabilit poziția pe dealurile de lângă oraș. Lipsa instrucției și structura comenzii descentralizate a reflectat efectivul sărăcăcios al armatei. Cartaginezii erau determinați să reziste în față romanilor. Romanii au staționat armata în jurul dealului, strecurându-se pe întuneric, și au atacat din două părți la răsărit. Cartaginezii au fost nimiciți în luptă, iar romanii le-au jefuit tabăra. Armata romană a continuat să mărșăluiască spre Cartagina, oprindu-se la Tunis. 
Generalul mercenar spartan Xanthippus a fost angajat de Cartagina după negocierile grele purtate cu Roma. El avea să instruiască trupele cartagineze pentru a lupta în câmp deschis cu romanii. Armata romană condusă de Regulus a staționat la Tunis. Xanthipupus a așezat falanga de civili în centru, mercenarii infanteriști în dreapta și rândul de elefanți în față infanteriei, cu elită de călăreți cartaginezi împărțită în două flancuri. Romanii erau organizați într-o formație normală, cu infanteria legionară în centru și cu cavaleria în ambele flancuri. 
Cartaginezii au trimis elefanții ce au zdrobit forțele de infanterie română. Cavaleria romană a fost repede răpusă. Câțiva infanteriști români au putut evita elefanții și au atacat falanga, dar au fost uciși. În final, cavaleria cartagineză a nimicit armata romană din două părți. Doar 2000 de soldați au scăpat și au fost salvați de flota romană. Regulus însuși a fost luat prizonier, iar unii istorici susțin că a fost călcat în picioare de un elefant înfuriat. Totuși, Polybius notează că el a murit din cauze naturale. 
Înfrângerea din Africa și naufragiul dezastruos datorită furtunilor pe mare a flotei romane i-au demoralizat pe romani.

## Asediul orașului Lilybaeum

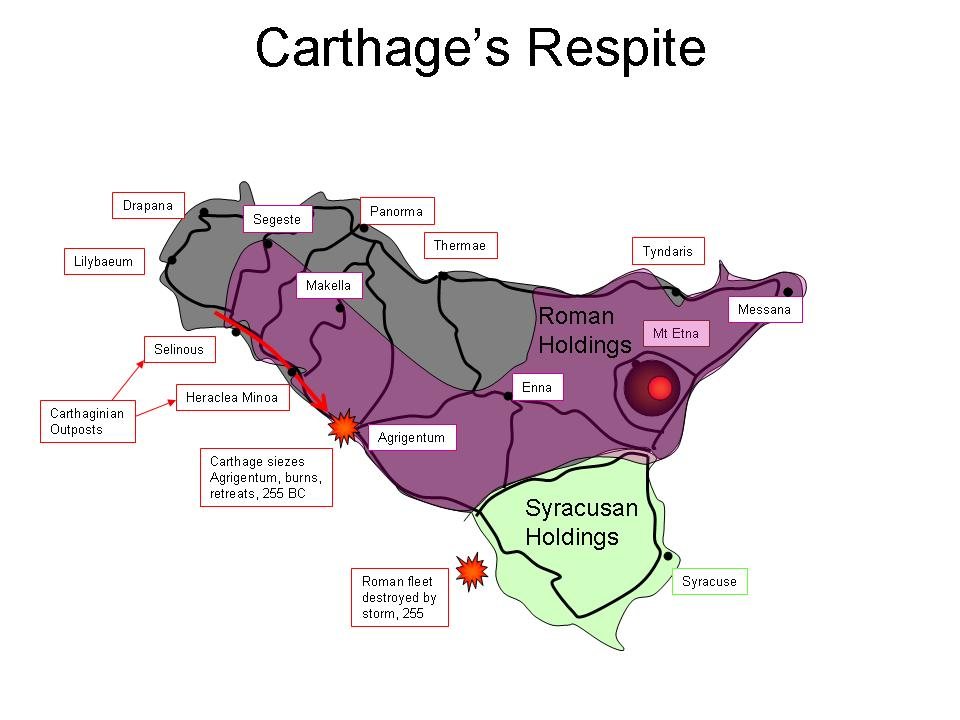
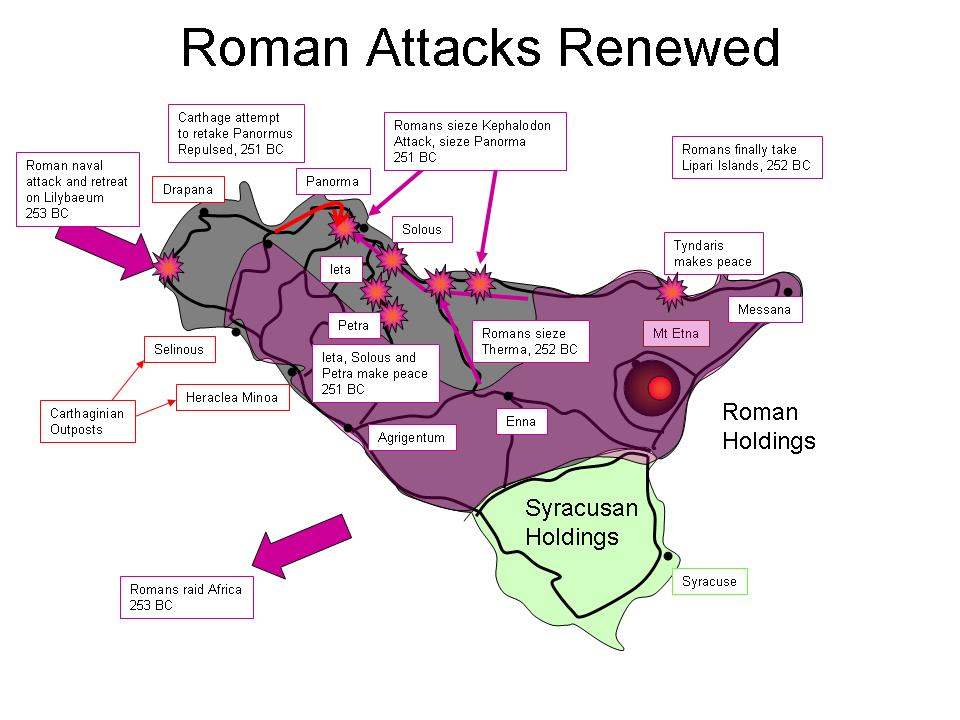
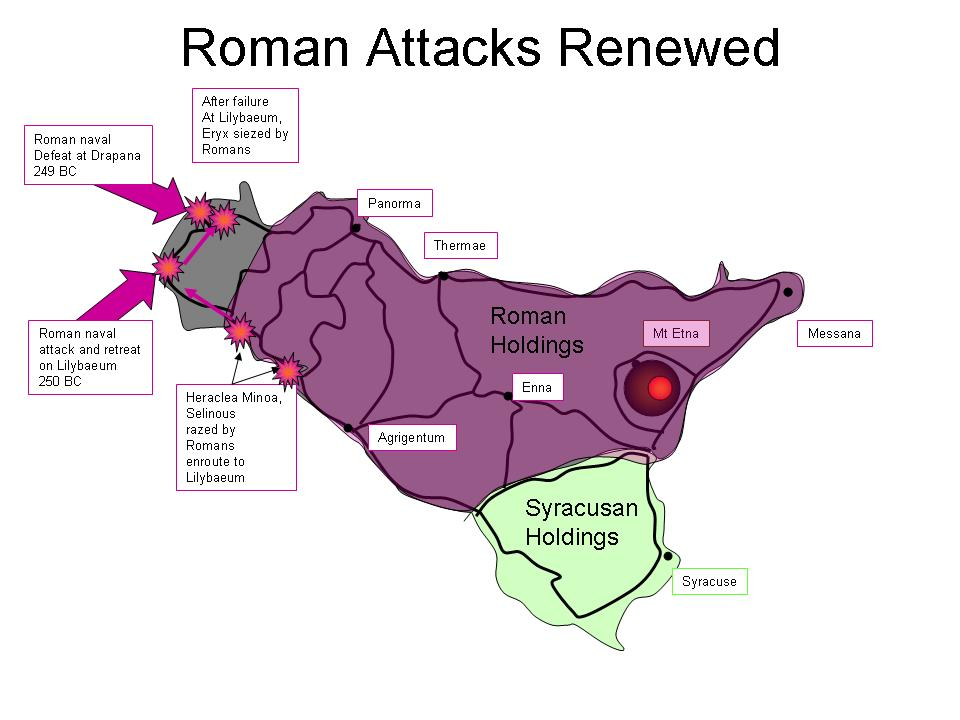
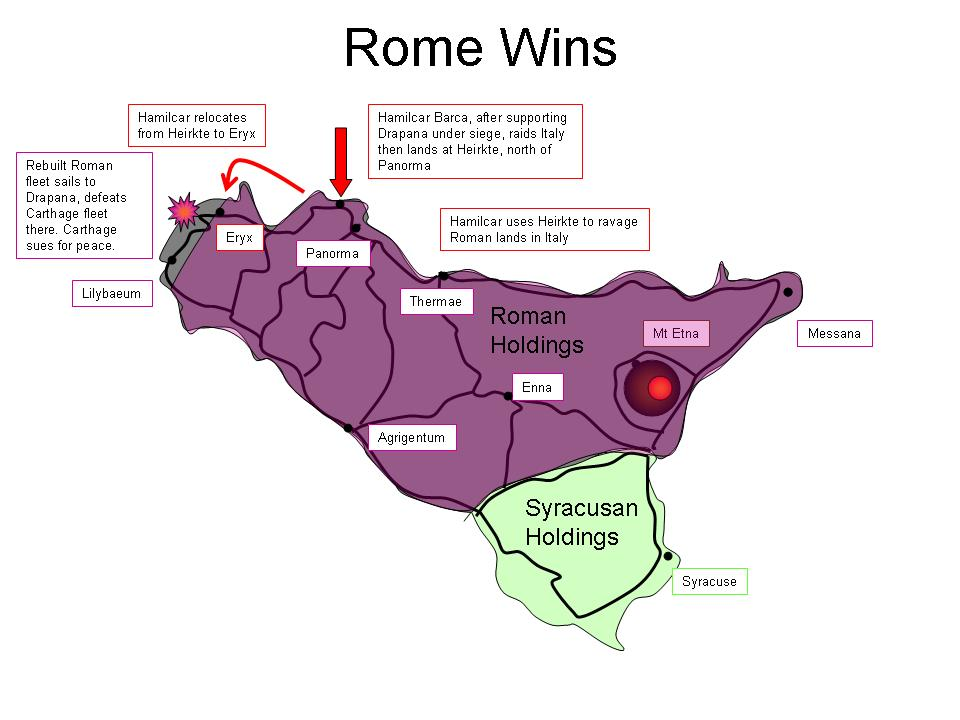

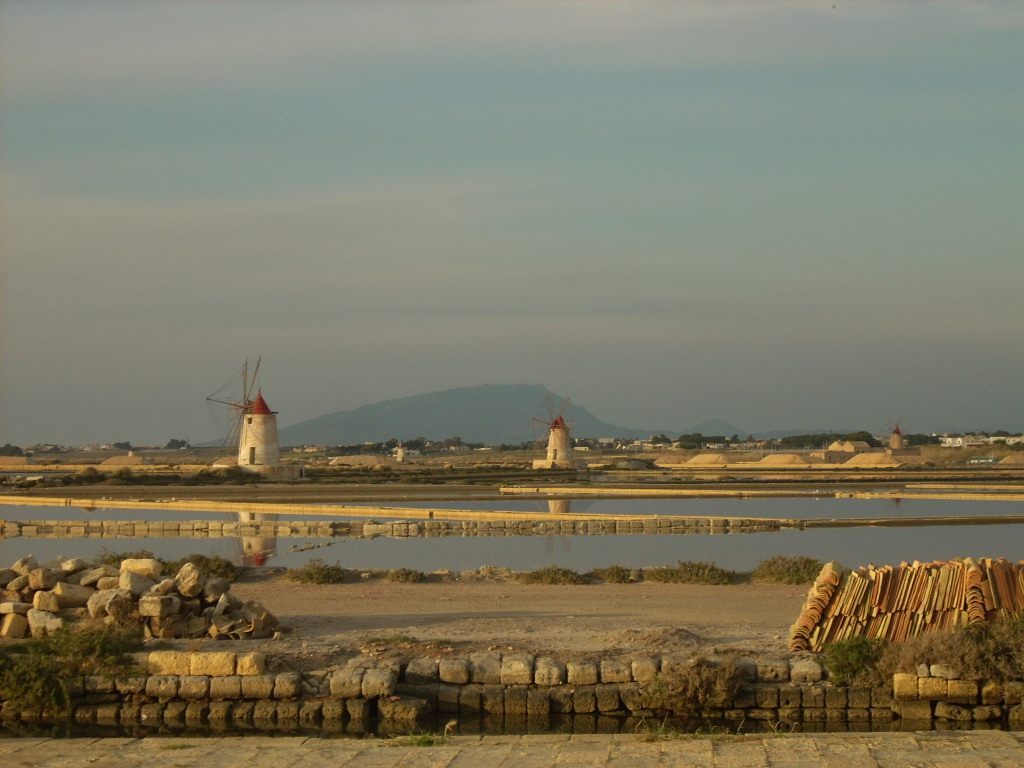
Stagnone di Marsala-locul in care se afla situat orasul Lilybaeum

Cauzând retragerea romanilor din zidurile orașului Panormus și devastările regiunii, forțele lui Hasdrubal au preluat orașul dinspre vale și au traversat râul Orethus. Mettelus a ordonat trupelor de infanterie ușoară să hărțuiască avangardă cartagineză și să arunce cu sulițe spre elefanți. Trupele romane au acoperit șanțurile care înconjurau orașul. Comandantul elefanților cartaginezi, crezând că rezistența este slabă, a avansat pentru a împrăștia trupele ușoare. Dar elefanții au fost expuși la o ploaie de sulițe, intrând într-o stare de panică și au intrat în rândurile cartagineze. Metellus și legiunile sale au staționat în afară orașului pentru a înfruntă flancul stâng cartaginez. Manevra a rupt linia cartagineză. Romanii nu au urmărit armata cartagineză aflată în fugă, ci doar au capturat restul elefanților ce au fost sacrificați în timpul festivalurilor de circ la Roma. Hasdrubal, fiind înfrânt, a fost chemat la Cartagina să fie crucificat. Înfrângerea a marcat sfârșitul campaniei cartagineze în Sicilia. 
În 250 i.en. s-a desfășurat asediul orașului Lilybaeum, armata română consulară fiind condusă de Gaius Atilius Reulus Serranus și Lucius Manlius Vulso Longus împotriva armatei cartagineze conduse de Himilcon. Bătălia a dus însă la retragerea asediului după distrugerea flotei romane la Drepana.
După victoria română în bătălia de la Panormus , Senatul roman a decis să ridice o armată pentru a pune decisiv capăt luptelor din Sicilia. În acest scop, o nouă flota a fost comandată să fie formată din 240 de nave. Cei doi consuli în acel an au fost trimiși în Sicilia. Forțele romane au fost probabil alcătuite din până la 100.000 de oameni, inclusiv din echipajele de bucătari și trupele auxiliare care în mod normal însoțeau legiunile.
Caius Atilius Regulus Serranus și Lucius Manlius Vulso Longus aveau o experiență militară semnificativă. Romanii au ajuns la Lilybaeum și au început asediul orașului, construind mașinării de asediu, inclusiv berbeci catapulte și turnuri de asediu și săpând șanțuri și ridicând ziduri. Au blocat portul orașului cu flota lor.
Forța cartagineză se baza pe o forță de 10.000 de mercenari în interiorul orașului. Potrivit istoricului Polybius, mulți dintre căpitanii de mercenari s-au adunat laolaltă și au decis să treacă de partea romană. Comanda cartagineză a luat la cunoștință acest complot și trădătorilor nu li să permis să se întoarcă în oraș odată ce au intrat în castrul roman. Orașul a fost la scurt timp după aceea întărit de trupe proaspete de la Cartagina. Flota care a adus aceste întăriri a navigat la baza cartagineză din Trapani (numită apoi Drepana) și au fost capabili de a respinge în mod constant blocada romană la Lilybaeum pentru a aduce provizii la oraș.
După o furtună ce a distrus lucrările de apărare romane, cartaginezi au ieșit din oraș și au incendiat armele de asediu romane, distrugându-le. Dar în anul următor, consulii noi au adus întăriri. Consulul senior, Publius Claudius Pulcher, a decis să lanseze un atac împotriva flotei cartagineze la prima bătălie de la Drepana care s-a transformat în cel mai mare dezastru naval a flotei romane din întregul război. 93 dintre navele lor au fost capturate de către marina cartagineză, doar 30 de nave romane scăpând de distrugere sau de capturare. Publius Claudius Pulcher a fost dezonorat și chemat înapoi la Roma, unde a fost sancționat pentru incompetența lui. La scurt timp după înfrângerea de la Drepana, o altă flota romană condusă de consulul cel nou, Lucius Junius Pullus, a fost distrusă de către cartaginezi.

## Bătălia finală

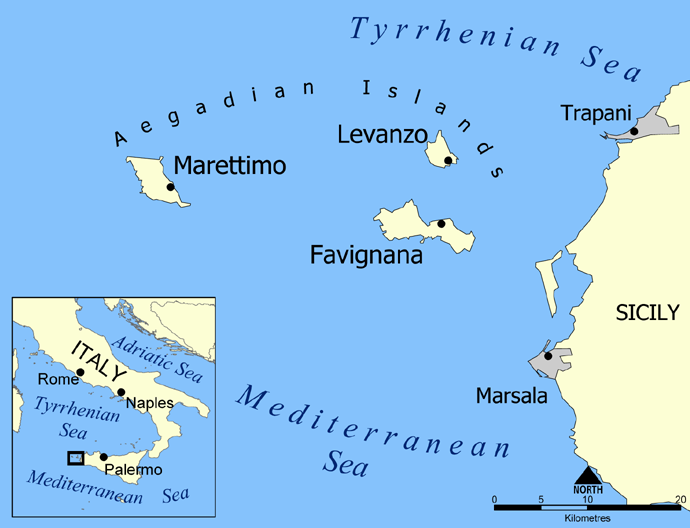
Insulele Aegates

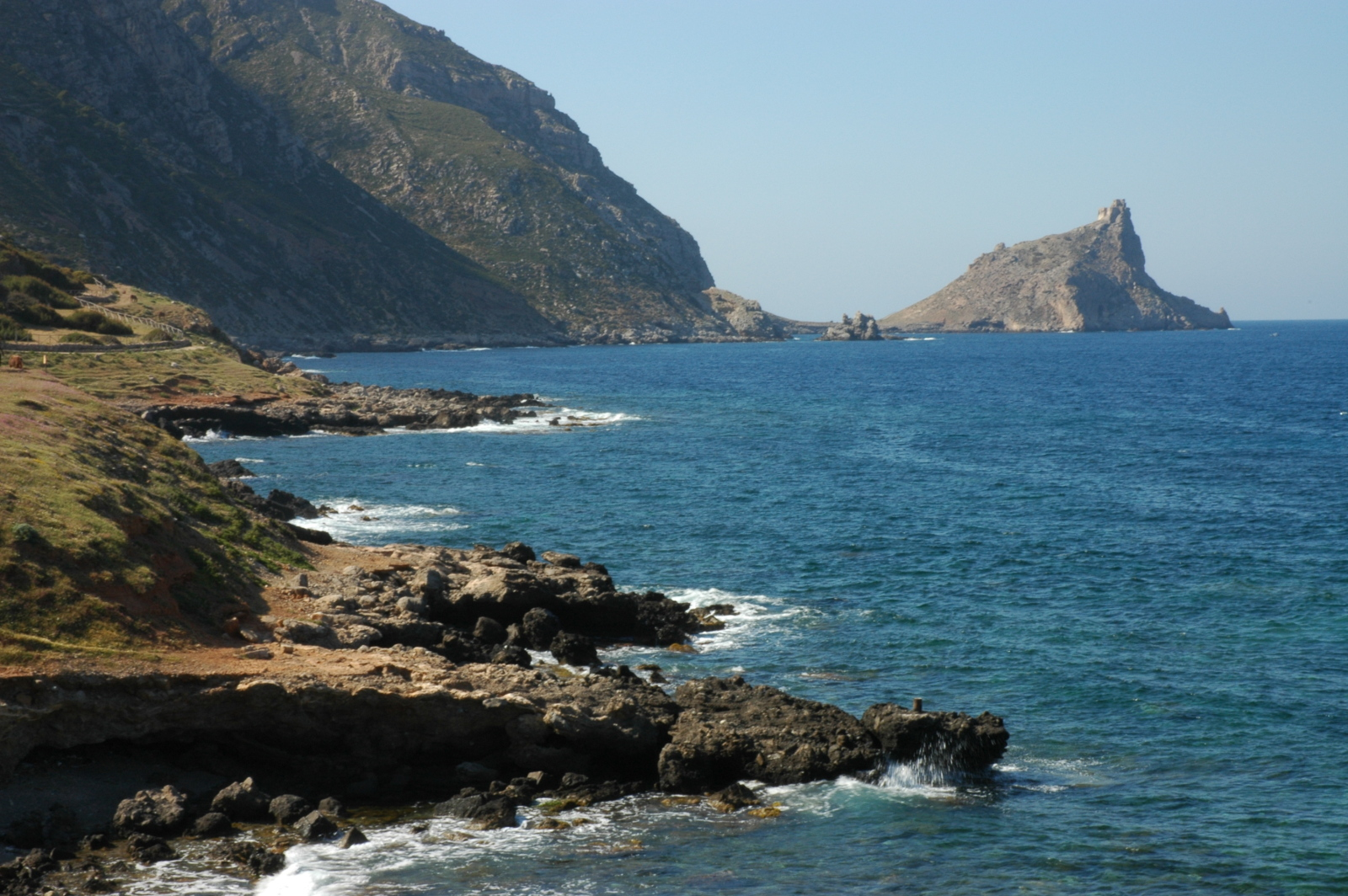
Insuele Aegates

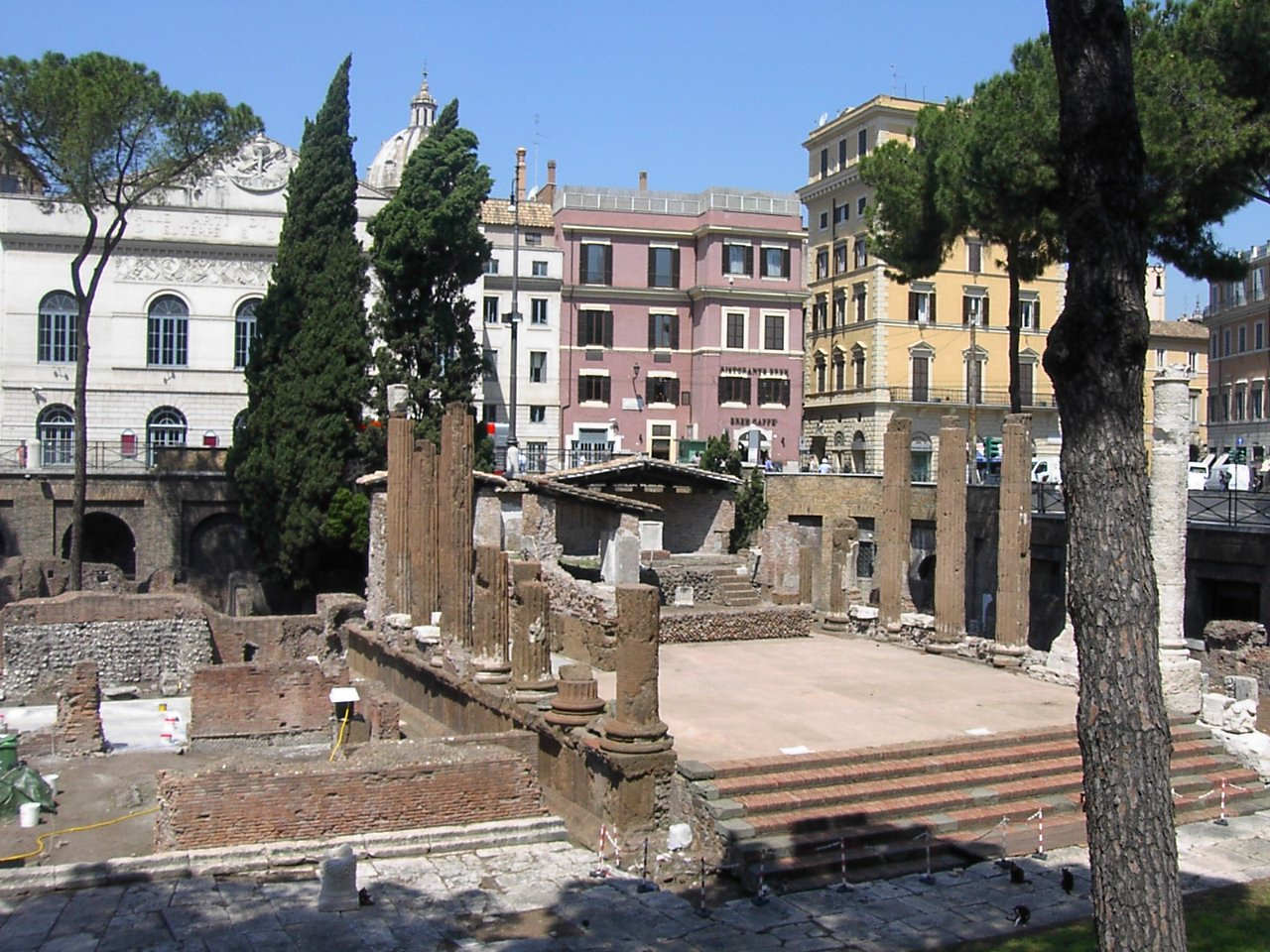
Largo di Torre Argentina

Catulus a continuat asediul celor două porturi ale orașului Lilybaeum și Drepana, blocând porturile și legăturile cu Cartagina. Pentru restul anului, Catulus a așteptat un răspuns din partea cartaginezilor. Senatul i-a oferit funcția de proconsul în 241 i.en. 
Flota cartagineză a ajuns pentru a respinge blocada orașului. Hanno a făcut un popas pentru a aștepta o briză favorabilă. Totuși, flota cartagineză a fost depistată de iscoadele romane și Catulus a abandonat blocada pentru a-și întâlni inamicul. 
În dimineață zilei de 10 martie, vântul era favorabil pentru cartaginezi și Hanno a ordonat înaintarea. Catulus a cercetat riscurile atacului când vântul pentru el era nefavorabil. În ciuda condițiilor nefavorabile, proconsulul a decis să intercepteze cartaginezii și a ordonat flotei sale să se pregătească de luptă. Corăbiilor le lipseau catargele, velele și alte echipamente inutile în scopul de a le eficientiza navigarea în condițiile aspre. Catulus însuși nu a putut să se alăture în lupta din cauza rănilor suferite dintr-o lupta anterioară, astfel, l-a pus pe Falto să comande. 
În lupta care a urmat, romanii au beneficiat de o mobilitate mult mai mare deoarece corăbiile lor transportau numai strictul necesar, în timp ce cartaginezii erau împovărați de echipaj, echipamente, soldați și provizii. Echipajele cartagineze erau de asemenea lipsite de experiență. Românii au avut o mare manevrabilitate pentru a zdrobi vasele inamice cu berbecii de lupta atașați de corăbii. 
Jumătate de flota cartagineză a fost distrusă, fie capturată. Restul au fost salvate de schimbarea bruscă a direcției vântului, permițându-le să fugă din calea romanilor. Mulți berbeci din ambele flote au fost găsiți împreună cu o amforă și încărcăturile cu căștile de protecție. 
Catulus a continuat asediul orașului Lilubaeum și l-a capturat, izolându-l pe Barca și armata lui în Sicilia, împrăștiați printre puținele cetăți deținute de Cartagina. Fără resursele necesare de a mai construi o altă flota sau de a consolida trupele terestre, Cartagina a recunoscut înfrângerea și a semnat un tratat de pace cu Roma, încheindu-se astfel Primul Război Punic.
Pentru a-și sărbători victoria, Lutatius Catulus a construit un templu dedicat lui Juturna pe Campus Martius, zona cunoscută în prezent ca Largo di Torre Argentina.

## Urmări

Roma a câștigat războiul după 23 de ani de conflicte dure și a devenit puterea năvală dominantă în Marea Mediterana. După război, ambele puteri erau extenuate demografic și financiar. Corsica, Sardinia și Africa au rămas sub stăpânire cartagineză. Cartaginezii au pierdut Sicilia și au fost obligați să plătească o indemnizație de război.
Republica romană a atras investiții în efortul de război pentru a construi flote, ceea ce a fost unul dintre factorii decisivi, în contrast cu nobilii cartaginezi care nu luau în considerare riscurile neparticipării la efortul comun pentru război.
Romanii au pierdut 700 de vase din cauza vremii proaste, plus mulți marinari. Cartagina a pierdut 500 de vase și un număr mare de marinari. Pierderile au fost destul de mari în ambele tabere. Polibius comentează că fost cel mai distructiv război în istoria militară de la bătăliile lui Alexandru cel Mare. Adrian Goldswhorthy a analizat censusul roman din secolul al III-lea î.Hr. și a remarcat că au murit 50 000 de soldați români în bătălii, excluzând trupele auxiliare și civilii.
Termenii tratatului lui Lutatius au constat în cerințe dure impuse Cartaginei de către Roma: 
- Cartagina trebuia să evacueze Sicilia și Insulele Aegates;
- Cartagina trebuia să elibereze și să înapoieze prizonierii de război fără să ceară o anumită plată, pe când aceasta trebuia să plătească ca să i se înapoieze prizonierii cartaginezi;
- Cartagina se va abține să atace Siracuza și aliații Romei;
- Cartagina va transfera un grup de insule mici din nordul Siciliei-Insulele Aeoliene și Ustica sub autoritatea Romei;
- Cartagina va evacua toate insulele mici dintre Sicilia și Africa (Pantelleria, Linosa, Lampedusa, Lampione și Malta);
- Cartagina va plăti 2200 de talanti de argint (66 tone) anual, timp de 10 ani, că indemnizație de război, plus o indemnizație adițională de 1000 de talanti (30 de tone) imediat.

Cartagina era falimentată, iar Hanno a impus desființarea armatelor pentru a diminua plata chiar pe fondul izbucnirii unui război intern-Războiul Mercenarilor. Mercenarii își cereau banii și s-au revoltat. Hamilcar Barca și Hanno cel Mare au depus eforturi substanțiale pentru a reprima revoltele. Tot în acest timp, Roma a avut ocazia de a anexa Corsica și Sardinia. 
Cartagina a decăzut ca putere năvală, însă și-a îndreptat atenția spre Iberia. În 237 i.en., Hamilcar Barca a condus o serie de campanii pentru a-și extinde controlul asupra peninsulei iberice și a fondat orașul Barcino (actuala Barcelona). Acesta a fost ucis în 229 i.en., însă cartaginezii au continuat să extindă influența până pe valea Ebro fondând "Nova Cartago" în 228 i.en. Această expansiune și condițiile dure ale tratatului vor duce la izbucnirea celui de-al doilea război punic.

## Cronologie
- 264 i.e.n.: Mamertinii cer sprijin de la Roma în defavoarea protecției cartagineze împotriva atacurilor lui Hiero al II-lea al Siracuzei.
- 263 i.e.n.: Hiero II este învins de consulul Manius Valerius Messalla și forțele sale. Siracuza devine stat clientelar Romei.
- 262 i.e.n.: Intervenția romană în Sicilia. Orașul Agrigentum, ocupat de Cartagina, este asediat.
- 261 i.e.n.: Bătălia de la Agrigentum, în care Roma obține victoria și capturează orașul. Roma decide să construiască prima flotă.
- 260 i.e.n.: Bătălia navală de la Lipari-Roma este învinsă. Gaius Duilius obține o victorie la Mylae folosind tehnica "corvus".
- 259 i.e.n.: Teatrul bătăliilor se extinde în Sardinia și Corsica.
- 258 i.e.n.: Roma obține o victorie navală la Sulci.
- 257 i.e.n.: Roma obține o victorie navală la Tyndaris.
- 256 i.e.n.: Romanii invadează Africa pentru a intercepta transportul flotei. La Cape Ecnomus, romanii obțin o victorie. Romanii câștigă bătălia de la Adys pe pământ african. Negocierile eșuează.
- 255 i.e.n.: Cartaginezii sunt instruiți de generalul spartan, Xanthippus. Romanii sunt învinși în bătălia de la Tunis. Romanii supraviețuitori se întorc în Sicilia.
- 254 i.e.n.: O nouă flotă de 140 de vase romane este construită. Romanii câștigă la Panormus, în Sicilia. Cinci orașe grecești din Sicilia sunt preluate de Roma.
- 253 i.e.n.: Romanii pierd o flotă de 150 de vase într-o furtună.
- 251 i.e.n.: Romanii câștigă din nou la Panormus. Cartagina întărește garnizoanele în Sicilia și recapturează Agrigentum. Romanii încep asediul orașului Lilybaeum.
- 249 i.e.n.: Romanii pierd bătălia navală de la Drepana. Hamilcar Barca devastează Sicilia, și o altă flotă romană este distrusă de furtună. Aulus Atilius Calatinus este numit dictator și trimis în Sicilia.
- 248-244 i.e.n.: Lupte în Sicilia fără bătălii navale .
- 244 i.e.n.: Hanno cel Mare demobilizează flota din cauza problemelor financiare.
- 241 i.e.n.: Roma construiește o nouă flotă.
- 240 i.e.n.: Pe 10 martie, romanii câștigă bătălia de la Insulele Aegine. Cartagina negociază condițiile de pace și Primul Război Punic se încheie.